# 1. slovenská národní fotbalová liga 1973/1974
V soubojích 5. ročníku 1. slovenské národní fotbalové ligy 1973/74 (jedna ze skupin 3. nejvyšší soutěže) se utkalo 14 týmů dvoukolovým systémem podzim - jaro.

## Konečná tabulka
Zdroj: 
| Poř. | Tým                           | Z  | V  | R | P  | VG | OG | B  |
| ---- | ----------------------------- | -- | -- | - | -- | -- | -- | -- |
| 1.   | VSŽ Košice                    | 26 | 14 | 7 | 5  | 45 | 21 | 35 |
| 2.   | Gumárne Púchov                | 26 | 12 | 6 | 8  | 42 | 28 | 30 |
| 3.   | PPS Detva                     | 26 | 11 | 5 | 10 | 47 | 38 | 27 |
| 4.   | Baník Handlová                | 26 | 10 | 7 | 9  | 37 | 38 | 27 |
| 5.   | ŠK Liptovský Mikuláš          | 26 | 11 | 5 | 10 | 26 | 31 | 27 |
| 6.   | ŽSNP Žiar nad Hronom          | 26 | 9  | 8 | 9  | 27 | 34 | 26 |
| 7.   | ČH Bratislava                 | 26 | 8  | 9 | 9  | 35 | 29 | 25 |
| 8.   | Elektrosvit Nové Zámky        | 26 | 11 | 3 | 12 | 40 | 37 | 25 |
| 9.   | BZVIL Ružomberok              | 26 | 8  | 9 | 9  | 30 | 31 | 25 |
| 10.  | Slavoj Poľnohospodár Trebišov | 26 | 11 | 3 | 12 | 36 | 43 | 25 |
| 11.  | Zemplín Vihorlat Michalovce   | 26 | 11 | 2 | 13 | 31 | 31 | 24 |
| 12.  | Mostáreň Brezno               | 26 | 10 | 4 | 12 | 35 | 46 | 24 |
| 13.  | Lokomotíva Spišská Nová Ves   | 26 | 9  | 5 | 12 | 28 | 42 | 23 |
| 14.  | Iskra Partizánske             | 26 | 9  | 3 | 14 | 32 | 39 | 21 |

Poznámky
- Z = Odehrané zápasy; V = Vítězství; R = Remízy; P = Prohry; VG = Vstřelené góly; OG = Obdržené góly; B = Body

|  | postup do 2. ligy 1974/75 |
|  | sestup do Divize 1974/75  |